# Ulster (Nowy Jork)
Ulster – miasto w Stanach Zjednoczonych, w stanie Nowy Jork, w hrabstwie Ulster.